# Episodi di The Flash (nona stagione)
La nona e ultima stagione della serie televisiva The Flash, composta da tredici episodi, è stata trasmessa negli Stati Uniti su The CW dall'8 febbraio al 24 maggio 2023.
In Italia la stagione è stata pubblicata dal 2 giugno al 25 agosto 2023 su Infinity+ e in chiaro il 3 agosto 2024 su Italia 1.
Gli antagonisti principali di questa stagione sono Ryan Wilder/Red Death e i Rogues, mentre per gli ultimi 4 episodi è Eddie Thawne/Cobalt Blue.
| n°            | Titolo originale                        | Titolo italiano                          | Prima TV USA     | Prima TV Italia |
| Rogue War     | Rogue War                               | Rogue War                                | Rogue War        | Rogue War       |
| ------------- | --------------------------------------- | ---------------------------------------- | ---------------- | --------------- |
| 1             | Wednesday Ever After                    | Mercoledì per sempre                     | 8 febbraio 2023  | 2 giugno 2023   |
| 2             | Hear No Evil                            | Non sentire il male                      | 15 febbraio 2023 | 9 giugno 2023   |
| 3             | Rogues of War                           | Nemici di guerra                         | 22 febbraio 2023 | 16 giugno 2023  |
| 4             | The Mask of the Red Death, Part 1       | La maschera della morte rossa - I parte  | 1º marzo 2023    | 23 giugno 2023  |
| 5             | The Mask of the Red Death, Part 2       | La maschera della morte rossa - II parte | 8 marzo 2023     | 30 giugno 2023  |
| Interludio #4 |                                         |                                          |                  |                 |
| 6             | The Good, the Bad and the Lucky         | La buona, il brutto, la fortunata        | 15 marzo 2023    | 7 luglio 2023   |
| 7             | Wildest Dreams                          | Sogni azzardati                          | 29 marzo 2023    | 14 luglio 2023  |
| 8             | Partners in Time                        | Partner nel tempo                        | 5 aprile 2023    | 21 luglio 2023  |
| 9             | It's My Party and I'll Die If I Want To | È la mia festa e moriró se voglio        | 26 aprile 2023   | 28 luglio 2023  |
| A New World   |                                         |                                          |                  |                 |
| 10            | A New World, Part One                   | Un nuovo mondo: riunioni - I parte       | 3 maggio 2023    | 4 agosto 2023   |
| 11            | A New World, Part Two                   | Un nuovo mondo: minaccia blu - II parte  | 10 maggio 2023   | 11 agosto 2023  |
| 12            | A New World, Part Three                 | Un nuovo mondo: cambiamenti - III parte  | 17 maggio 2023   | 18 agosto 2023  |
| 13            | A New World, Part Four                  | Un nuovo mondo: finale - IV parte        | 24 maggio 2023   | 25 agosto 2023  |

## Mercoledì per sempre
- Titolo originale: Wednesday Ever After
- Diretto da: Vanessa Parise
- Scritto da: Eric Wallace (soggetto); Thomas Pound e Sarah Tarkoff (sceneggiatura)

### Trama
Una settimana dopo la sconfitta di Eobard Thawne, Barry Allen crea un "libro di mappe" che annota gli eventi futuri, tra cui la sua promozione a direttore della divisione CSI del dipartimento di polizia di Central City (CCPD) da Kristen Kramer, Cat Grant che si offre di acquistare Central City Citizen Media da Iris West-Allen e la sua lotta contro Owen Mercer / Capitan Boomerang. La batteria per il Roemer Accelerator che Mercer stava rubando esplode, intrappolando Barry e Iris in un ciclo temporale, in cui discutono sul loro futuro. Joe West e Cecile Horton dicono a Barry che il futuro è qualcosa che crei, non segui, spingendolo a bruciare il libro. Nell'ultimo ciclo, Barry vibra con l'acceleratore, annullando un'esplosione nucleare mentre Chester P. Runk e Allegra Garcia condividono un bacio. Barry e Iris accettano le loro offerte, con quest'ultima che acquisisce la Coast City Gazette. Joe e Cecile parlano di lasciare Central City. Barry scopre che "Caitlin Snow" ora non è né Caitlin né Frost. Mercer fornisce la fonte di energia a un velocista con un emblema simile a un pipistrello.
- Ascolti USA: telespettatori 510 000[1]

## Non sentire il male
- Titolo originale: Hear No Evil
- Diretto da: Eric Dean Seaton
- Scritto da: Jonathan Butler e Kristen Kim

### Trama
Caitlin si presenta come Snow, una lavagna vuota risultante dal malfunzionamento della Consciousness Resurrection Chamber (CRC). Mark Blaine fa in modo che il Team Flash cerchi di invertire il processo, ma cerca segretamente di ripristinare anche Frost, con conseguente altro malfunzionamento. Imparano che ripristinare sia Caitlin che Frost è impossibile e votano su chi ripristinare, ma alla fine decidono di lasciare che Snow scelga. Nel frattempo, Hartley Rathaway viene attaccato da un nuovo violinista e va ai Laboratori S.T.A.R. per aiuto. Dopo aver parlato con Snow, cerca di uccidere il violinista, ma Flash lo convince a non farlo, e salvano il suo ragazzo Roderick e il loro equipaggio da una fase vibrazionale. Mercer ruba i guanti sonici di Hartley e si ritira con il violinista, che il Team Flash identifica come Andrea Wozzeck. Snow sceglie di vivere la propria vita come Khione. Hartley distrugge il CRC, facendo infuriare Mark, che giura di vendicarsi. Il velocista usa i guanti sonici per stabilizzarsi in una forma fisica prima di pianificare di far pagare Central City per le azioni di Barry.
- Ascolti USA: telespettatori 510 000[2]

## Nemici di guerra
- Titolo originale: Rogues of War
- Diretto da: Brenton Spencer
- Scritto da: Sam Chalsen (soggetto); Jeff Hersh e Jess Carson (sceneggiatura)

### Trama
I Rogues (Mercer, Wozzeck e Michelle Amar / Murmur) rubano uno scanner temporale dalle Corbin Taft Industries. Barry si rende conto che stanno costruendo un tapis roulant cosmico e che manca un motore a vibrazione. Ingaggia Hartley, Mark, Jaco Birch e Goldface per rubarlo prima che i Rogues possano rubarlo, ma decidono di fare la missione senza di lui fino a quando Barry non può dimostrare la sua fiducia in loro. Lo fa, ma Mark tradisce il gruppo e rivela la sua fedeltà ai Rogues in cambio della risurrezione di Frost. I Rogues intercettano il gruppo di Barry mentre il velocista disabilita temporaneamente la sua velocità e fugge con il motore. Nel frattempo, Khione cerca di convincere Allegra a smettere di evitare Chester. Iris si preoccupa che il velocista sia il nuovo avatar per la Forza della Velocità Negativa. Hartley, Jaco e Goldface accettano di continuare ad assistere il Team Flash. Chester informa il Team Flash che le attrezzature dei Rogues sono disegni della Wayne Enterprises e che Ryan Wilder / Batwoman è scomparsa. Il velocista si smaschera ai Rogues nei panni di Ryan.
- Ascolti USA: telespettatori 490 000[3]

## La maschera della morte rossa - I parte
- Titolo originale: The Mask of the Red Death, Part 1
- Diretto da: Menhaj Huda
- Scritto da: Joshua V. Gilbert e Emily Palizzi

### Trama
Roy Bivolo e la velocista (che ora si fa chiamare Red Death) catturano Barry e provocano un blackout in tutta la città. Mentre è imprigionato, Barry scopre che la velocità di Red Death è artificiale e dice a Mark che non è troppo tardi per tornare dai suoi errori. Ryan va da Iris, ma Iris si rende conto che lei è Red Death. Ryan rivela di provenire da una linea temporale alternativa in cui lei e Flash sono diventati nemici. Red Death porta Iris nel suo nascondiglio e minaccia la sua vita per costringere Barry ad alimentare il tapis roulant, provocando una tempesta di fulmini. Mark sabota il tapis roulant e viene sopraffatto dai Rogues mentre il Team Flash evacua Barry e Iris. Nel frattempo, dopo aver visto Cecile usare i suoi poteri per salvare Jenna dalla tempesta, Joe accetta di rimanere a Central City. Chester e Allegra accettano di parlare non appena Red Death sarà sconfitta. Red Death giura di portare la guerra a Flash.
- Ascolti USA: telespettatori 570 000[4]

## La maschera della morte rossa - II parte
- Titolo originale: The Mask of the Red Death, Part 2
- Diretto da: Rachel Talalay
- Scritto da: Jonathan Butler (soggetto); Dan Fisk (sceneggiatura)

### Trama
I Rogues attaccano la CCPD e catturano Kramer. Durante il salvataggio di Mark, Barry viene attaccato da Red Death, che riduce la sua velocità e crea estensioni psichiche di se stessa in tutto il mondo con l'aiuto di Gorilla Grodd. Khione scopre che può ancora aiutare il Team Flash senza poteri e sveglia Mark con un bacio. Dopo aver parlato con Joe, Barry va da Grodd, che si è unito a Red Death perché si sentiva abbandonato dopo aver scoperto che i gorilla di Gorilla City avevano perso la loro coscienza e si erano dispersi in seguito alla Crisi. Dopo che Barry ha accettato di aiutare Grodd a ristabilire la sua comunità, Grodd ripristina la velocità di Barry e dissipa i doppi di Red Death. Con l'aiuto del gruppo di Hartley e della Batwoman della linea temporale principale, Barry sconfigge Red Death e la fa rinviare all'A.R.G.U.S. in custodia. Due settimane dopo, Joe si trasferisce in campagna con Jenna. Alla sua festa d'addio, Chester e Allegra iniziano a frequentarsi e Khione annuncia la gravidanza di Iris, che non avrebbe dovuto iniziare prima di altri tre mesi.
- Ascolti USA: telespettatori 560 000[5]

## La buona, il brutto, la fortunata
- Titolo originale: The Good, the Bad and the Lucky
- Diretto da: Chad Lowe
- Scritto da: Thomas Pound e Jess Carson

### Trama
Rebecca Sharpe, che è viva su Terra-Prime, è incastrata per aver attaccato il suo fidanzato Dominic Stewart. Cecile e Allegra lavorano per dimostrare la sua innocenza, ma Rebecca viene rapita da persone con rifrattori di materia oscura che deviano le capacità di Allegra e Cecile. Cecile perde il treno per andare da Joe e si preoccupa di essere lontana da Jenna, ma Allegra la consola. Si rendono conto che il fratello di Dominic, Tony, ha incorporato un rifrattore nell'anello di fidanzamento di Rebecca per invertire la sua capacità di fortuna ed estorcere il suo lavoro di commerciante per saldare i suoi debiti di gioco. Cecile rimuove telecineticamente l'anello di Rebecca, distruggendo il rifrattore, mentre lascia Tony a Kramer. Nel frattempo, Mark è convinto che Khione abbia dei poteri, credendo che siano stati loro a svegliarlo e che siano tutto ciò che resta di Frost. Khione gli dice che Frost vive nei suoi ricordi ed evoca una nevicata. La mattina dopo, Dominic si sveglia, Cecile invita Allegra a trasferirsi a casa di Joe e il Team Flash fa un baby shower. Chester rivela che Khione non è né umana né metaumana.
- Ascolti USA: telespettatori 570 000[6]

## Sogni azzardati
- Titolo originale: Wildest Dreams
- Diretto da: Jesse Warn
- Scritto da: Kristen Kim e Jeff Hersh

### Trama
Nia Nal è alla ricerca di un'antica fonte di energia onirica naltoriana. Perde i suoi poteri a causa di una figura incappucciata mentre è in un incubo che coinvolge Iris e va a Central City per chiedere aiuto. Iris si rende conto che il suo articolo su Red Death è l'articolo vincitore del Pulitzer dal libro di mappe e si chiede se stia seguendo il destino invece di fare le proprie scelte. Dopo che Nia e Iris sono state trascinate in un sogno, Nia aiuta Iris a capire che il destino non è una scelta, ma il risultato di una vita di diverse scelte. Iris aiuta Nia a rendersi conto che per aumentare il suo potenziale ha bisogno, paradossalmente, di rinunciare al controllo. Dopo averlo fatto, Nia incontra lo spirito della prima Naltoriana con abilità da sogno, che promette di insegnarle. Si svegliano e Iris pubblica il suo articolo. Nel frattempo, Mark porta Khione a svolgere attività che ha svolto con Frost, ignorando tutte le idee di Khione. Si rende conto che Mark la vede ancora solo come Frost e se ne va. Successivamente, Mark si scusa con Khione e decide di lasciare Central City, portando Khione a congelare inavvertitamente il banchetto di Cecile a causa della sua tristezza.
- Ascolti USA: telespettatori 450 000[7]

## Partner nel tempo
- Titolo originale: Partners in Time
- Diretto da: Ed Fraiman
- Scritto da: Sarah Tarkoff e Joshua V. Gilbert

### Trama
Barry, Iris e un gruppo di agenti D.O.E. che ispezionano i laboratori S.T.A.R rimangono intrappolati nel laboratorio della velocità. Quando Barry nota che un "magnete del tempo" sarà conservato nel Flash Museum nel 2123, il gruppo deduce che uno di loro deve aver rubato il magnete dal futuro senza il suo stabilizzatore, intrappolandoli nello stesso momento. Quando uno degli agenti viene sostituito da una statua, il gruppo si rende conto che l'esposizione al magnete del tempo alla fine li ucciderà. Barry e Iris si rendono conto che l'ispettore Tao non sa nulla del suo lavoro e la denunciano come la ladra. Si rivela come Lady Chronos. Barry carica la sua cintura in modo che possa riunire il magnete con il suo stabilizzatore nel 2123 e la convince a lasciarsi arrestare invece di morire. La sequenza temporale si ripristina, liberando Barry e Iris e ripristinando gli agenti senza che abbiano ricordi degli eventi. Nel frattempo, Khione incontra Carla Tannhauser. Dopo che Chester dice ad Allegra che la ama, lei si preoccupa per il suo futuro con lui. Cecile la convince che la loro relazione non è rovinata e in seguito Allegra ammette il suo amore per Chester.
- Ascolti USA: telespettatori 520 000[8]

## È la mia festa e moriró se voglio
- Titolo originale: It's My Party and I'll Die If I Want To
- Diretto da: Danielle Panabaker
- Scritto da: Sam Chalsen e Emily Palizzi

### Trama
Il Team Flash organizza una festa di compleanno a sorpresa per Barry con John Diggle e Wally West presenti. Mentre è lì, Wally parla di proiettare la sua coscienza in altre linee temporali. Ramsey Rosso arriva e mette fuori combattimento gli ospiti. Fa sentire Barry in colpa per aver avuto anni in più da vivere mentre i suoi amici muoiono e spiega a Wally che le linee temporali sono Terre alternative di un multiverso rinato. Prende il controllo della mente di Wally e gli fa uccidere Barry. Barry si risveglia in purgatorio con Oliver Queen, che dopo la Crisi è sopravvissuto come Spettro, sorveglia e protegge il nuovo multiverso. Oliver lo aiuta ad accettare il senso di colpa che prova e resuscita Barry dandogli un pugno in faccia mentre torna temporaneamente con lui come Green Arrow. Wally apre una porta nel multiverso, permettendo a Rosso di diffondere la sua infezione. Barry aiuta Wally a spezzare l'influenza di Rosso e Khione ripristina Diggle, che si unisce agli altri per tenere a bada Rosso. Ciò consente a Oliver di avere una visuale chiara sulla porta ed eliminare il multiverso dall'infezione di Rosso, che ripristina tutti. Oliver depotenzia Rosso e cura il suo HLH. Successivamente, Oliver spiega che Khione è connessa al mondo naturale e saluta Diggle e Barry.
- Ascolti USA: telespettatori 540 000[9]

## Un nuovo mondo: riunioni - I parte
- Titolo originale: A New World, Part One
- Diretto da: Eric Wallace
- Scritto da: Eric Wallace e Thomas Pound

### Trama
Chester regala ad Allegra il suo primo costume e Iris riceve una nomination al Pulitzer. Barry viene trasportato al giorno in cui Nora Allen muore. Va da Joe per chiedere aiuto e in seguito vede i suoi genitori, ma perde i sensi a causa di Eobard Thawne. Durante le indagini, Joe trova un cristallo blu e viene posseduto. Dopo essere stato ricoverato in ospedale e aver pranzato con i suoi genitori, Barry viene avvicinato da Thawne, che gongola perché non è in grado di fermare il suo piano per uccidere il Barry bambino. Barry torna in ospedale e saluta i suoi genitori. Il posseduto Joe quindi lo attacca, affermando che non è il nuovo avatar della Forza della Velocità Negativa ma vuole comunque correggere lo squilibrio che l'eredità di Barry lascia sulla sequenza temporale. Barry libera Joe e lo riporta alla sua macchina, ma il cristallo scompare. Barry partecipa quindi al combattimento in cui Thawne uccide Nora, avvertendo se stesso di non interferire. Successivamente, Barry dice a Thawne che ha fatto pace con la morte di Nora prima di essere trasportato via di nuovo, e Thawne perde i suoi poteri. Altrove, un uomo che assomiglia a Eddie Thawne viene colpito da un fulmine ai Mercury Labs, trova un file sulla morte di Eddie e si chiede chi sia.
- Ascolti USA: telespettatori 420 000[10]

## Un nuovo mondo: minaccia blu - II parte
- Titolo originale: A New World, Part Two
- Diretto da: Kayla Compton
- Scritto da: Lauren Fields (soggetto); Kristen Kim (sceneggiatura)

### Trama
Chester trova tracce di cobalto dove è sparito Barry. Mark ritorna, ma attacca i membri del Team Flash e in seguito viene mostrato che è posseduto dal cristallo. Dopo che lui ha riempito di gas il CCC Media, Khione salva Taylor e Aariz facendo crescere cellule vegetali nei loro corpi, ma la loro pelle diventa verde. Fuggono inorriditi e Mark chiama Khione un abominio. La Forza della Velocità difende Iris da Mark e spiega che lui è diventato un contenitore della Forza della Velocità Negativa. Dopo che la Forza della Velocità l'ha convinta ad abbracciare il suo potere, Khione libera Mark disintegrando e rimontando il suo corpo, ma il cristallo scompare. Barry ritorna mentre Iris va in travaglio, ma viene nuovamente allontanato e Khione medita di lasciare Central City. Altrove, Malcolm Gilmore, il facsimile di Eddie, va dal capitano Daisy Korber al CCPD per conoscere Eddie. Dopo aver sentito una voce che gli dice di trovare Iris e aver visto i ricordi di Eddie, irrompe in CCC Media e successivamente si reca alla tomba di Eddie e scava per riesumare il corpo, ma trova la bara vuota. Si rende conto di essere Eddie ed estrae il proiettile con cui si è sparato.
- Ascolti USA: telespettatori 390 000[11]

## Un nuovo mondo: cambiamenti - III parte
- Titolo originale: A New World, Part Three
- Diretto da: Stefan Pleszczynski
- Scritto da: Jonathan Butler e Sarah Tarkoff

### Trama
La Forza della Velocità avverte il Team Flash che Barry e il cristallo sono nel 2049 prima di svanire. Eddie osserva Korber trascinata in una singolarità che si apre sulla sua tomba. Al Flash Museum, vede una ragazza che assomiglia a Nora West-Allen che afferma di essere sua figlia, ma la vera Nora lo ferma. Il Team Flash del 2049 scopre che Eddie sta inconsciamente aprendo le singolarità. Nora viene posseduta dal cristallo e cerca di indurre Eddie ad accettare il suo potere, ma Barry appare e fugge con lui. Eddie è arrabbiato perché il suo sacrificio non ha cancellato l'Anti-Flash e per come è stato dimenticato mentre Barry viveva e sposava Iris. Nel 2023, Cecile proietta la sua coscienza nel suo sé del 2049, ma ritorna quando scopre che visita raramente Joe a causa del lavoro. Dopo che Chester (su sollecitazione di Khione) l'ha consolata, lei ritorna e libera Nora dall'influenza del cristallo. Eddie chiede alla Iris del 2049 di stare di nuovo con lui, ma lei lo rifiuta. Mentre la Forza della Velocità Negativa inizia a fratturare la linea temporale, la Iris del 2049 parla con Barry prima che lui svanisca nuovamente. Ora in possesso del cristallo, Eddie ne accetta il potere e apre un portale.
- Ascolti USA: telespettatori 460 000[12]

## Un nuovo mondo: finale - IV parte
- Titolo originale: A New World, Part Four
- Diretto da: Vanessa Parise
- Scritto da: Eric Wallace e Sam Chalsen

### Trama
Ora un velocista noto come Cobalt Blue, Eddie resuscita Eobard Thawne, Hunter Zolomon / Zoom, Savitar e August Heart / Godspeed e li riunisce nella Forza della Velocità Negativa. Nel 2023 combattono il Team Flash e Nora. Cecile adotta il suo futuro costume e il nome in codice Virtue, Allegra salva Chester da Eobard e Jay Garrick ruba la velocità di Eddie. Eddie si ritira nella Forza della Velocità Negativa per guadagnare più velocità. Non volendo che Eddie muoia, Barry lo segue e lo convince a non diventare come Eobard e che possono creare un mondo migliore coesistendo. Eddie distrugge il cristallo e dice che è felice per Iris e Barry torna da lei in ospedale. Mark rivela che Chester è un metaumano con poteri da buco nero. La mattina dopo, Nora nasce e Harrison Wells dice a Khione di ascendere come protettrice dell'ordine naturale. Dice addio al Team Flash e restituisce il suo corpo a Caitlin. Durante una festa una settimana dopo, Barry si scusa con Caitlin per quanto successo prima che lei diventasse Khione e Joe chiede a Cecile di sposarlo. Barry scatena un fulmine e sceglie Avery Ho, Max Mercury e Jess Chambers come nuovi velocisti, pur continuando a essere Flash.
- Ascolti USA: telespettatori 460 000[13]